# Alior Bank

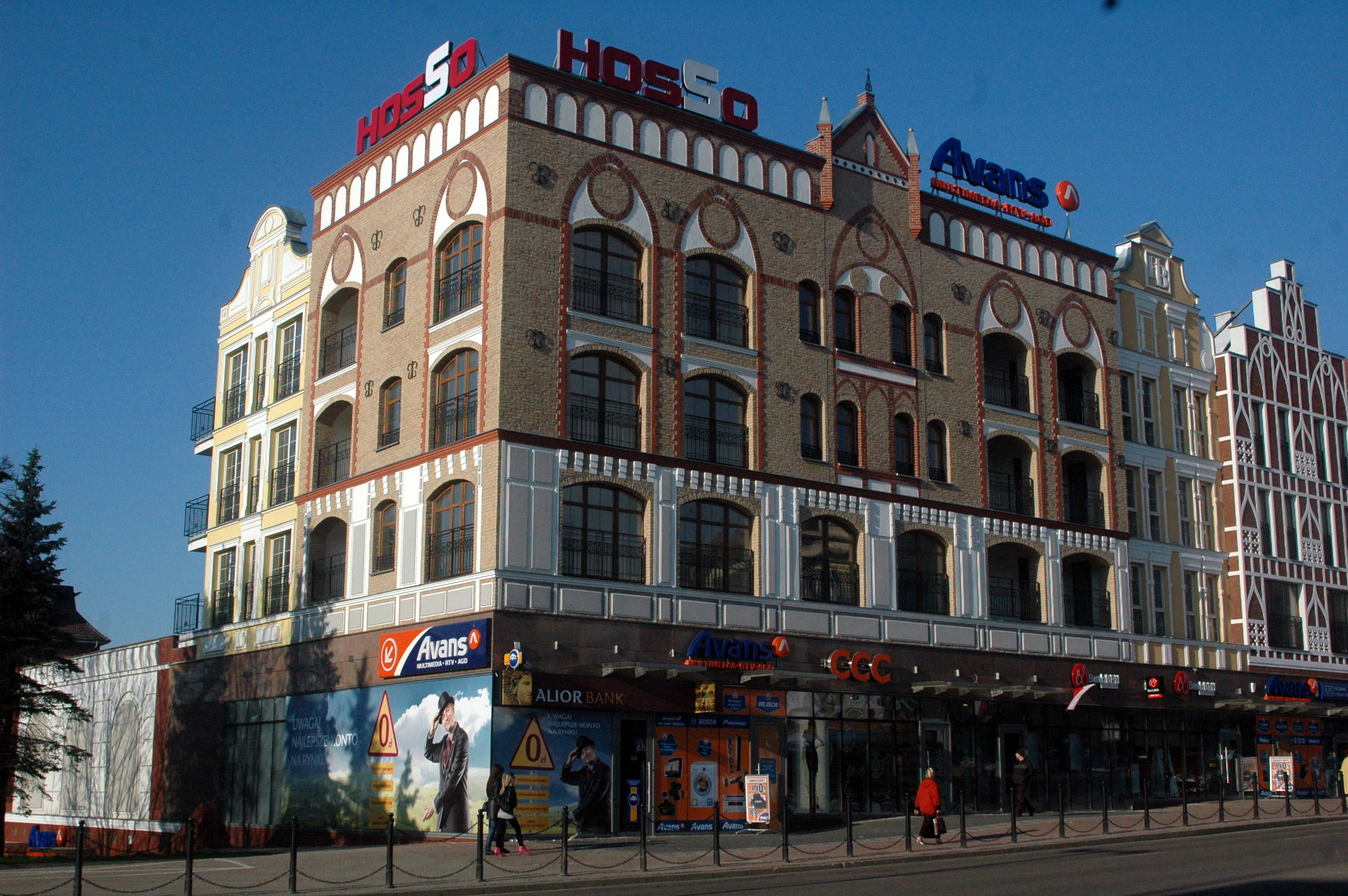
Alior Bank w Galerii Hosso w Koszalinie

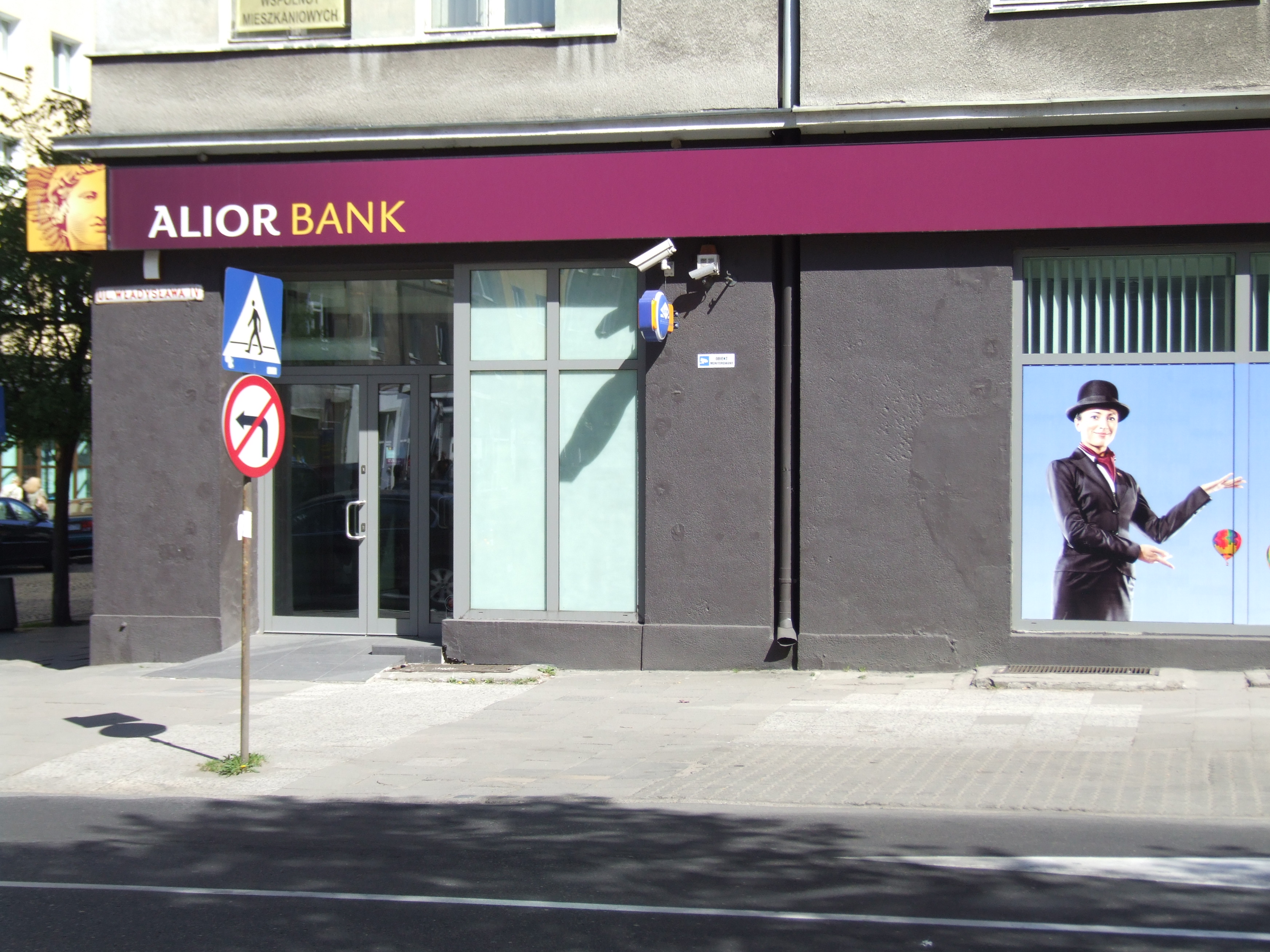
Oddział banku w Gdyni

Alior Bank SA – bank uniwersalny w Polsce, który rozpoczął działalność operacyjną 17 listopada 2008 r. Bank kieruje swoją ofertę zarówno do klientów indywidualnych, jak i biznesowych jako bank internetowy i internetowy kantor walutowy. Uruchomił pierwszy w Polsce proces wideoweryfikacji przy zakładaniu rachunków osobistych oraz internetowy proces kredytowy – było to nowatorskie rozwiązanie na świecie, które umożliwiało uzyskanie kredytu całkowicie online. Badał nowe technologie m.in. blockchain, robodoradztwo czy sztuczną inteligencję. Jest notowany na warszawskiej giełdzie. Największym akcjonariuszem banku jest Grupa PZU, która posiada około 32% akcji.

## Działalność

### Alior Bank
Alior Bank zatrudnia ponad 7 tys. pracowników. Z usług banku korzysta ponad 4 mln klientów, w tym prawie 240 tys. klientów biznesowych. Posiadają oni dostęp do produktów i usług banku również przez internet i aplikację mobilną. Alior Bank ma 519 oddziałów własnych i placówek partnerskich. Biura centrali są obecnie zlokalizowane w Gdańsku, Krakowie i Warszawie.
Od 2014 do 2021 r., a później ponownie od 2023 r., akcje banku wchodzą w skład indeksu WIG20 skupiającego największe i najbardziej płynne spółki notowane na Giełdzie Papierów Wartościowych w Warszawie. Strategia biznesowa banku zakłada rozwój nowoczesnej bankowości detalicznej oraz rozwój bankowości dla małych i średnich przedsiębiorstw bazujący na najnowocześniejszych rozwiązaniach technologicznych.
Na koniec 2023 r. Alior Bank osiągnął rekordowe wyniki. Zysk netto wyniósł 2,03 mld zł i wzrósł o 1,35 mld zł w porównaniu do wyniku z 2022 r. W kwietniu 2024 r. Walne Zgromadzenie Alior Banku podjęło decyzję o wypłacie pierwszej w historii dywidendy z zysku za 2023 r. w wysokości 577 mln zł (4,42 zł na akcję).
Całkowita wartość wypłaconej dywidendy wyniosła dokładnie 442 000 złotych, przy stopie na poziomie 4,34%.

### T-Mobile Usługi Bankowe
T-Mobile Usługi Bankowe (TMUB) były oddziałem Alior Banku, który rozpoczął swoją działalność 14 czerwca 2012 r. jako Alior Sync. Od 4 maja 2014 r, markę Alior Sync zastąpiła marka T-Mobile Usługi Bankowe dostarczane przez Alior Bank (TMUB). Sprzedaż i obsługa produktów TMUB była prowadzona głównie poprzez kanały zdalne oraz salony T-Mobile. TMUB były efektem strategicznego partnerstwa operatora komórkowego T-Mobile i Alior Banku. 29 listopada 2020 r. T-Mobile Usługi Bankowe zakończyły działalność, a produkty klientów przeniesiono do systemów Alior Banku, który kontynuuje ich obsługę. 

## Zarząd
- Piotr Żabski – prezes zarządu
- Marcin Ciszewski – wiceprezes zarządu
- Jacek Iljin – wiceprezes zarządu
- Wojciech Przybył – wiceprezes zarządu
- Beata Stawiarska – wiceprezes zarządu
- Zdzisław Wojtera – wiceprezes zarządu

## Rada Nadzorcza
- Wojciech Kostrzewa – przewodniczący
- Jan Zimowicz[21] – zastępca przewodniczącego
- Radosław Grabowski[21]
- Maciej Gutowski[21]
- Artur Kucharski[21]
- Waldemar Maj
- Agata Mazurowska-Rozdeiczer
- Robert Pusz[21]

## Prezesi
- Wojciech Sobieraj (2008–2017)
- Michał Chyczewski (2017–2018)
- Katarzyna Sułkowska (w 2018)[22]
- Krzysztof Bachta (2018–2020)[23]
- Iwona Duda (2020–2021)[24]
- Grzegorz Olszewski (2021–2024)[25]
- Artur Chołody (w 2024)[26]
- Jacek Iljin (w 2024)[27]
- Zdzisław Wojtera (w 2024)[28][29]
- Piotr Żabski (od 2024)[30]

## Historia
Prace projektowe, związane z uruchomieniem banku, rozpoczęły się z inicjatywy Wojciecha Sobieraja we wrześniu 2007. 18 kwietnia 2008 włoska grupa Carlo Tassara uzyskała zezwolenie Komisji Nadzoru Finansowego na utworzenie Alior Banku.
- 1 września 2008 r. otrzymanie zezwolenia Komisji Nadzoru Finansowego na rozpoczęcie działalności[32]. 17 listopada 2008 r. Alior Bank rozpoczął działalność operacyjną[33].
- 4 września 2009 r. ogłoszenie decyzji o podpisaniu umowy nabycia portfela kredytów ratalnych i pożyczek gotówkowych od HSBC Bank Polska S.A. działającego pod marką HSBC Credit (wcześniej Beneficial Credit), w wyniku realizacji strategii repozycjonowania grupy HSBC w segmencie detalicznym w Polsce[34].
- czerwiec 2012 r.  uruchomienie Alior Sync – pierwszego w Polsce banku internetowego nowej generacji[4].
- sierpień 2012 r. wdrożenie tzw. Internetowego Procesu Kredytowego. Było to pierwsze rozwiązanie na świecie, które umożliwiało uzyskanie kredytu całkowicie online w kilkadziesiąt sekund od złożenia wniosku[4].
- 14 grudnia 2012 r. debiut na warszawskiej Giełdzie Papierów Wartościowych. Największa do tego momentu oferta publiczna prywatnej spółki w historii GPW o łącznej wartości 2,1 mld zł[35].
- wrzesień 2013 r. wejście w skład indeksu WIG30.[4]
- 21 marca 2014 r. włączenie akcji Alior Banku do indeksu WIG20, skupiającego dwadzieścia największych i najbardziej płynnych spółek notowanych na warszawskim parkiecie[35].
- 1 września 2014 r. przejęcie Spółdzielczej Kasy Oszczędnościowo-Kredytowej im. św. Jana z Kęt w wyniku uprzedniego utracenia przez kasę zdolności do zapewnienia bezpieczeństwa zgromadzonych depozytów[36].
- 19 lutego 2015 r. nabycie przez Alior Bank 12 382 746 akcji Meritum Bank ICB, reprezentujących 97,9 proc. kapitału zakładowego oraz 95 proc. ogólnej liczby głosów na walnym zgromadzeniu Meritum, za kwotę 352,5 mln zł[37].
- maj 2015 r. grupa kapitałowa podpisanie umowy na zakup 25,26% kapitału zakładowego Alior Banku za kwotę 1,635 mld zł przez grupę kapitałową Powszechnego Zakładu Ubezpieczeń (PZU). Transakcja została sfinalizowana w trzech transzach[38].
- 30 czerwca 2015 r. nastąpiła fuzja prawna Alior Banku i Meritum Banku[39], a 26 października 2015 r. fuzja operacyjna[40]. Połączony bank działa pod nazwą prawną Alior Bank SA[41].
- 27 stycznia 2016 r. przejęcie Spółdzielczej Kasy Oszczędnościowo-Kredytowej im. Stefana Kard. Wyszyńskiego we Wrześni, w wyniku utracenia przez kasę zdolności do zapewnienia bezpieczeństwa zgromadzonych depozytów[42].
- lutym 2016 r. rejestracja oddziału Alior Banku przez Narodowy Bank Rumunii jako zagraniczna instytucja kredytowa[43].
- 1 czerwca 2016 r. przejęcie Powszechnej Spółdzielczej Kasy Oszczędnościowo-Kredytowej w wyniku uprzedniego utracenia przez kasę zdolności do zapewnienia bezpieczeństwa zgromadzonych depozytów[44].
- 4 listopada 2016 r. włączenie do Alior Banku SA wydzielonej części Banku BPH SA. 25 marca 2017 r. przeprowadzono fuzję operacyjną[45].
- sierpień 2017 r. rozpoczęcie działalności na terenie Rumunii przezTelekom Banking, markę handlową Alior Banku i T-Mobile Romania. Oferuje produkty rozliczeniowe, depozytowe i kredytowe dla klientów indywidualnych[46].
- 2018 r. przystąpienie do Izby Blockchain i Nowych Technologii[47]. Aktywny uczestnik kolejnych inicjatyw wspierających rozwój tej technologii w Polsce, w tym m.in. w ramach Komisji ds. Blockchain przy KNF czy Interbank Information Network[48].
- początek września 2018 r. otworzenie w warszawskim Warsaw Spire RBL_LAB[49] – laboratorium do pracy nad rozwiązaniami cyfrowymi, w tym do badań z użytkownikami. Alior Bank rozwija własny program akceleracyjny RBL_START[49], którego pierwsza edycja upłynęła pod hasłem trendów w nowych technologiach, ze szczególnym naciskiem na open banking. Do akceleratora zakwalifikowano 8 startupów spośród blisko 100 zgłoszonych firm z całego świata[50]. W pierwszym kwartale 2019 r. wystartowała rekrutacja do drugiej edycji programu[51].
- 1 kwietnia 2019 r., zgodnie z decyzją Komisji Nadzoru Finansowego przejęcie Spółdzielczej Kasy Oszczędnościowo-Kredytowej Jaworzno (SKOK Jaworzno)[4].
- 2023 r. powrót banku po dwóch latach do indeksu WIG20[52].
- 2024 r. podjęcie decyzji o wypłacie pierwszej w historii dywidendy przez Walne Zgromadzenie Alior Banku[53].

## Nagrody i wyróżnienia
- 2009
  - ranking „Forbesa” na „Najlepszy bank dla firm”[54][55].
  - wygrana w 3 kategoriach rankingu „Przyjazny bank Newsweeka”[56], Alior Bank wygrał w kategorii Najlepszy bank: tradycyjny[57], internetowy[58] i dla emeryta[59], a w kategorii „bank dla osób niepełnosprawnych” zajął 2. miejsce[60].
- 2010 – pierwsze miejsce w rankingu „Przyjazny bank Newsweeka”[61][62].
- 2011 – Liderzy Świata Bankowości – „Najszybciej rozwijający się bank”[63]
- 2012
  - BAI – Finacle Global Banking Innovation Awards 2012 – „Przełomowe rozwiązanie”[64]
  - ranking „Forbesa” na „Najlepszy bank dla firm”[65]
  - tytuł „Złoty Bank 2012” w plebiscycie „Złoty Bankier”[66]
- 2013
  - nagrodzony Orłem Rzeczpospolitej jako najszybciej rozwijający się bank na polskim rynku[67].
  - nagroda The Banker w kategorii „Najlepszy bank w Polsce w 2013”[68]
  - Plebiscyt Giełdy Papierów Wartościowych – „Nagroda GPW 2013[69]
- 2014
  - „Najlepszy europejski bank detaliczny 2014” w konkursie „Retail Banker International” – Alior Bank był pierwszym Polskim bankiem w historii konkursu, który został nagrodzony tym tytułem[70]
- 2015
  - Nagroda dla „Najszybciej rozwijającego się banku 2014” w konkursie „Liderzy Świata Bankowości”[71]
  - „Najlepszy europejski bank detaliczny 2015” w konkursie „Retail Banker International”[72]
  - „Najlepszy Bank w kategorii Bank Komercyjny Średni” w rankingu Gazety Bankowej[73]
- 2016
  - Pierwsze miejsce w rankingu „Przyjazny Bank Newsweeka” w kategorii „Bank w internecie”[74],
  - Trzecie miejsce w rankingu magazynu ekonomicznego Forbes „Najlepszy bank dla firm”[75],
  - Trzy nagrody w rankingu „Gwiazdy bankowości 2016” opracowanym przez Dziennik Gazetę Prawną przy współpracy z PwC. Za całokształt działalności Alior Bank został wyróżniony trzecim miejsce, drugie miejsce zdobył w kategorii „Tempo rozwoju” oraz „Innowacyjność”[76],
  - Nagroda w konkursie The Banker w kategorii „Najlepsze wykorzystanie nowych lub innowacyjnych technologii” za projekt wirtualnego doradcy[77],
  - Trzecie miejsce w kategorii „sprawność działania banków” w rankingu „50 największych banków w Polsce 2016”[78]
  - Drugie miejsce w konkursie „Lamparty 2016” na najbardziej podziwianą kreację wizerunku marki bankowej[79]
  - „Złoty Bankier 2015” dla kredytu gotówkowego w plebiscycie portalu finansowego Bankier.pl oraz dziennika Puls Biznesu[80],
  - Tytuł „Odpowiedzialnego Pracodawcy – Lider HR 2016”[81]
- 2017
  - Tytuł „Firmy Roku” 2016 podczas XXVII Forum Ekonomicznego w Krynicy[82][83]
  - Drugie miejsce w kategorii „Bankowość tradycyjna” oraz trzecie miejsce w kategorii „Bankowość internetowa” w rankingu tygodnika Newsweek[84],
  - Zwycięstwo w konkursie „Inicjator Innowacji” w kategorii dużych przedsiębiorstw[85],
  - Trzy nagrody w rankingu „50 największych banków w Polsce 2017” opracowanym przez Miesięcznik finansowy Bank[86],
  - Pierwsze miejsce w plebiscycie „Najlepszy bank 2017” w kategorii „Duże banki komercyjne” organizowanym przez Gazetę Bankową[87],
  - Nagroda Future Tech w kategorii „Technology innovation” dla projektu wirtualnego doradcy[88],
  - Nagroda za zajęcie drugiego miejsca w konkursie „Lamparty 2017” na najbardziej podziwianą kreację wizerunku marki bankowej, organizowanym przez firmę TNS Polska[89],
  - Nagroda „Banking Technology Award” za zajęcie pierwszego miejsca w kategorii „Najlepsze wykorzystanie technologii informacyjnych w kredytowaniu”[90],
  - Główna nagroda w międzynarodowym konkursie „Retail Banker International” w kategorii „Najlepsza innowacja w zakresie usług” za aplikację HAIZ[91],
  - Nagroda w kategorii „Nowe technologie dla konsumentów” w międzynarodowym konkursie „Celent Model Bank 2017”, organizowanym przez firmę doradczą Celent[92].
- 2018
  - Tytuł „Najlepszy bank w Polsce” w 2018 r. przyznany przez magazyn Global Finance[93],
  - Pierwsze miejsca w rankingu tygodnika Newsweek w kategoriach: „Bankowość tradycyjna” i „Bankowość internetowa”, drugie miejsce w kategorii „Bankowość hipoteczna” oraz tytuł „Przyjaznego Banku Newsweeka”[94],
  - Tytuły „Banku przyjaznego firmie” oraz „Banku rekomendowanego firmie” w rankingu magazynu ekonomicznego Forbes, który wyróżnił Alior Bank w obszarze bankowości dla mikro i małych firm[95],
  - Wyróżnienie dla najbardziej innowacyjnej usługi finansowej na świecie w kategorii „Offering Innovation” w konkursie EFMA Distribution & Marketing Innovation Awards za Konto Jakże Osobiste dla klienta indywidualnego[96],
  - Wyróżnienie w plebiscycie „Najlepszy Partner w Biznesie 2018” (kategoria „Bank”) przyznawane przez miesięcznik Home&Market dla firm uznawanych przez środowiska biznesowe za stabilne, godne zaufania i warte polecenia[97],
  - Tytuł Lidera Informatyki 2018 dla Alior Banku w 22. edycji konkursu organizowanego przez magazyn „Computerworld”[98],
  - Wyróżnienie w rankingu „Instytucja Roku 2018” w czterech kategoriach: najlepszy bank w finansowaniu firm, najlepsza obsługa klienta biznesowego, najlepsza obsługa w placówce, najlepsza infolinia[99],
  - Pierwsze miejsce w prestiżowym rankingu portalu Bankier.pl. „Złoty Bankier” w kategorii „Bezpieczeństwo – Najlepsze praktyki: Fintech” przyznane za Kantor Walutowy Alior Banku[100],
  - Pierwsze miejsce w rankingu dziennika ekonomicznego Puls Biznesu za rachunek maklerski oraz innowacyjne podejście do obsługi klienta[101].
  - Pierwsze miejsce w rankingu bankowych kantorów walutowych serwisu najlepszekonto.pl za Kantor Walutowy Alior Banku[102].
- 2019
  - Zwycięstwo w kategorii „New Digital Venture” w konkursie The Heart Corporate Innovation Awards 2018 za partnerstwo Alior Banku i cyfrowej platformy pośrednictwa finansowego online Bancovo[103].
  - Alior Bank jako „Najlepszy Bank dla Firm” wg magazynu Forbes, uzyskanie tytułu „Przyjaznego Banku Newsweeka” za bankowość internetową oraz aplikację mobilną. Drugie miejsce w kategorii „Bankowość tradycyjna” oraz trzecie za „Bankowość hipoteczną”[104][105].
- 2020
  - Pierwsze miejsce w zestawieniu „Bank przyjazny Firmie” oraz uzyskał dwie pierwsze nagrody w kategoriach „Bankowość tradycyjna” i „Bankowość zdalna” w rankingu Magazynu „Forbes” i „Newsweek Polska”[106].
  - Pierwsze miejsce w kategorii kredyt gotówkowy oraz wyróżnienie w kategorii bezpieczny bank – najlepsze praktyki w XI edycji plebiscytu „Złoty Bankier”[107].
  - Wyróżnienia w rankingu „Instytucja Roku” w siedmiu kategoriach. Alior Bank otrzymał główną nagrodę za „Najlepszy bank dla firm”, a w kategoriach na „Najlepszą obsługę w placówce”, „Najlepszy zdalny proces otwarcia konta”, „Najlepszą bankowość internetowa” i „Najlepszą aplikację mobilną” zdobył trzecią lokatę. Tytuł „Osobowość roku” przyznano Tomaszowi Sienickiemu, który w banku odpowiada za technologię blockchain[108].
  - Alior Bank zdobył cztery nagrody, w tym trzy pierwsze w konkursach Złota Słuchawka i Telemarketer Roku[109].
  - Kantor Walutowy Alior Banku zdobył nagrodę Invest Cuffs! w kategorii kantor Online[110].
- 2021
  - Drugie miejsce w kategorii „Najlepszy Bank dla Firm” w rankingu magazynu „Forbes”.
  - W konkursie organizowanym przez redakcję Gazety Bankowej Alior Bank został nagrodzony w grupie małych i średnich banków komercyjnych tytułem „Najlepszy Bank 2021”, a „Bankowym Menedżerem 2020” w kategorii banków komercyjnych została Iwona Duda, prezes Alior Banku. Alior Bank zdobył również trzecie miejsce w kategorii TechnoBiznes za usługę Foto ID[111].
  - Nagroda Instytucja Roku – Alior Bank został wyróżniony w 6 kategoriach: „Najlepszy bank dla firm”, „Najlepszą obsługę w placówce”, „Najlepszy zdalny proces otwarcia konta”, „Najlepszą obsługę w kanałach zdalnych”, "Najlepszą bankowość internetową" oraz "Najlepszą aplikację mobilną"[112].
  - W rankingu „Złoty Bankier” organizowanym przez redakcje Bankier.pl i Puls Biznesu, Alior Bank otrzymał odpowiednio – pierwsze miejsce za „kredyt gotówkowy”, drugie za „kartę kredytową” oraz trzecie za „konto osobiste”. Bank został także wyróżniony w kategorii „Bezpieczny bank – najlepsze praktyki”[113].
  - Rachunek maklerski Biura Maklerskiego Alior Banku został uznany za najlepszy w rankingu redakcji dziennika Puls Biznesu[114].
  - Dział Obsługi Zdalnej Alior Banku zdobył dwa wyróżnienia w kategorii Help Desk oraz Grand Prix w konkursie Telemarketer Roku 2021[115].
- 2022
  - Główna nagroda Retail Banker International Global Awards w kategorii „Best Banking Use of AI”[111].
  - Wyróżnienie w konkursie „Instytucja Roku” w sześciu kategoriach: „Najlepszą obsługa w kanałach zdalnych”, „Najlepszą obsługa w placówce”, „Najlepszą bankowość internetową”, „Najlepszą aplikację mobilną”, „Najlepszy bank dla firm” i „Najlepszy zdalny proces otwarcia konta”. Ponadto, aż 23 Oddziały Alior Banku zostały nagrodzone tytułem: „Najlepsza Placówka Bankowa w Polsce”[111].
  - Alior Bank został laureatem Celent Model Bank Awards 2022 w kategorii „Obsługa Klienta”[116].
  - 22. Miejsce w rankingu brytyjskiego dziennika Financial Times w kategorii ,,Banking and Financial Services”[116].  
  - Nagroda specjalna w konkursie „Pracodawca Godny Zaufania” - za szczególne zaangażowanie na rzecz Ukrainy oraz bycie liderem sektora finansowego w niesieniu systemowej pomocy uchodźcom[116].
- 2023
  - Wyróżnienie w kategorii „Wizjoner Pracodawca” konkursu Wizjonerzy Zdrowia 2023 za działalność wspierającą pracowników w zakresie zdrowia i zdrowego stylu życia[111].
  - Nagroda w kategorii „Mecenas” w konkursie Strażnik Pamięci za wspieranie aktywności patriotycznej i historycznej[111].
  - Tytuł Pracodawca Godny Zaufania za osiągnięcia w dziedzinie polityki pracowniczej[111].
  - Alior Bank zwyciężył w kategorii „Najlepsze wdrożenie w bankowości elektronicznej” w konkursie e-Commerce Polska Awards[117].
  - Aplikacja Alior Mobile została nagrodzona przez The Digital Banker w kategorii Best Mobile Banking App[118].
  - Departament Innowacji i Partnerstw FinTech Alior Banku został nagrodzony w konkursie The Innovators 2023 w kategorii „World’s Best Financial Innovation Labs 2023”[119].
  - Alior Bank został laureatem konkursu Cashless Fintech Evening w kategorii „Projekt Fintech”[120].
  - Głosowa asystentka Alior banku, InfoNina, została nagrodzona w międzynarodowym konkursie The Innovators 2023 w kategorii “Top Innovations in Finance 2023 – AI"[121].
  - Alior Bank znalazł się wśród laureatów rankingu „Złoty Bankier 2023” organizowanego przez portal Bankier.pl i redakcję Pulsu Biznesu. Bank zajął pierwsze miejsce w kategorii Kredyt Gotówkowy oraz drugie miejsce w kategoriach Konto Osobiste i Kredyt Hipoteczny[122].
  - Platforma wymiany walut Alior Banku zdobyła trzy nagrody w Rankingu Kantorów Walutowych - pierwsze miejsce w kategorii “Najlepsze Konto Walutowe”, drugie miejsce w kategorii “Najlepszy Kantor Internetowy” oraz trzecie miejsce w kategorii “Najlepszy Kantor Internetowy dla Firm”[111].
  - Alior Bank został laureatem konkursu Liderzy Świata Bankowości i Ubezpieczeń ędącego częścią branżowego spotkania Banking & Insurance Forum w kategorii “Najbardziej Innowacyjny Bank”[111].
  - Kantor Walutowy Alior Banku został laureatem nagrody Złoty Laur Klienta w kategorii “Bankowe Kantory Walutowe”[111].
  - Alior Bank zajął 2. miejsce w XVI edycji Rankingu Banków przeprowadzanego przez Polski Związek Firm Deweloperskich[111].
  - Rachunek maklerski Alior Banku zajął 2. miejsce w zestawieniu portalu Money.pl[111].
  - W konkursie „Instytucja Roku” Alior Bankowi zdobył nagrodę w aż pięciu kategoriach: Najlepsza obsługa w kanałach zdalnych, Najlepsza obsługa w placówce, Najlepsza bankowość internetowa, Najlepszy bank dla firm, Najlepszy zdalny proces otwarcia konta. 23 oddziały banku zostały nagrodzone tytułem: Najlepsza Placówka Bankowa w Polsce[111].
  - Alior Bank zajął pierwsze miejsce w plebiscycie społeczności gamingowej GG Awards w kategorii „Sponsor roku”[111].
  - Aplikacja Alior Mobile została nominowana do nagrody w kategorii “Bankowość Mobilna” w konkursie Mobile Trends Awards[111].
  - Alior Bank został wyróżniony certyfikatem HR Najwyższej Jakości za stosowanie najlepszych praktyk i w obszarze zarządzania kapitałem ludzkim. Certyfikat przyznawany jest przez Polskiego Stowarzyszenia Zarządzania Kadrami[111].
  - Podniesienie perspektywy ratingowej na „Pozytywną” przez Fitch Ratings Ltd. potwierdzeniem bardzo dobrej kondycji Banku[123].
  - Podniesienie oceny ratingowej do BB+ z perspektywą stabilną przez S&P Global[123].
  - Tytuł Top Employer Polska 2023 przyznany przez Top Employers Institute[123].
- 2024
  - Alior Bank został wyróżniony certyfikatem HR Najwyższej Jakości za stosowanie najwyższych standardów w obszarze zarządzania kapitałem ludzkim[118].
  - Kantor Walutowy Alior Banku po raz czwarty zdobył Złoty Laur Klienta[124].
  - Biuro Maklerskie, Kantor Walutowy i usługa Alior Pay nominowane do nagrody Invest Cuffs w kategoriach Dom Maklerski 2023, Kantor Online 2023 oraz FinTech 2023. Kantor Walutowy zdobył srebrny laur w kategorii Kantor Online[124].
  - Certyfikat HR Najwyższej Jakości Polskiego Stowarzyszenia Zarządzania Kadrami dla Alior Banku[124].
  - Alior Bank wyróżniony nagrodą Top Employer dla najlepszych pracodawców w Polsce[124].
  - Trzecie miejsce w konkursie na najlepszego analityka makroekonomicznego dziennika Gazeta Giełdy i Inwestorów „Parkiet”[124].
  - Tytuł Instytucji Roku w 9 kategoriach: Najlepsza Bankowość Prywatna, Najlepsza Obsługa w Kanałach Zdalnych, Najlepsza Obsługa w Placówce, Najlepszy Bank dla Firm, Najlepsza Bankowość Internetowa. 26 placówek banku uzyskało tytuł Najlepszej Placówki Bankowej w Polsce[124].
  - Alior Bank znalazł się wśród 500 najsilniejszych brandów w prasie i internecie wg rankingu Top Marka 2023 opracowanym przez PSMM Monitoring & More[124].
  - Drugie miejsce w Rankingu Banków Polskiego Związku Firm Deweloperskich (PZFD)[124].
  - Alior Bank został wyróżniony w rankingu „Złoty Bankier 2024” organizowanego przez portal Bankier.pl i redakcję Pulsu Biznesu. W kategorii Złoty Bank 2024 – Najlepsza wielokanałowa jakość obsługi bank zajął czwarte miejsce, a w kategoriach Konto Osobiste i Kredyt Hipoteczny  trzecie miejsce[125].
  - Podczas gali Polish Contact Center Awards doceniono Alior Bank w kategorii Najlepszego PraCCodawcy. Oprócz tego bank otrzymał wyróżnienie za najlepszą strategię obsługi klienta.
  - Biuro Maklerskie zajęło drugie miejsce w rankingu najlepszych kont maklerskich redakcji Puls Biznesu 2024. Doceniono wysoką jakość świadczonych usług oraz bogatą ofertę dostosowaną do potrzeb inwestorów indywidualnych.
  - iLAB Alior Banku zdobył tytuł World’s Best Financial Innovation Labs 2024[126]
  - Alior Bank został wyróżniony w tegorocznym rankingu Digital Banking Maturity firmy Deloitte za najszybszy wzrost cyfrowej dojrzałości w Polsce[127].

## Kontrowersje
14 lutego 2013 wiceprezes Michał Hucał udzielił wywiadu dla stacji TVN CNBC, w którym wyjawił, iż bank pracuje nad systemem pozwalającym na zbieranie danych o jego klientach, za pomocą śledzenia ich aktywności w internecie, a w szczególności w serwisach społecznościowych oraz informacji pozyskanych od operatorów telekomunikacyjnych, co wyraził w słowach: „Chcemy wykorzystywać dane z portali społecznościowych, dane dotyczące zachowania klientów w Internecie, łączyć to z danymi firm telekomunikacyjnych”. Dodatkowo wiceprezes stwierdził: „Jeśli pokażemy, że potrafimy to wykorzystywać w bankowości, to spróbujemy to zaoferować innym sektorom”. Na uwagi dziennikarza, że system ten kojarzy się z totalną inwigilacją klientów, wiceprezes stwierdził, że gromadzenie i przetwarzanie tych danych będzie się odbywało tylko za zgodą klientów. Wywiad był szeroko komentowany w internecie. Alior Bank w swoim oficjalnym komunikacie dotyczącym tej sprawy zapewnił, że „..nigdy nie zamierzał dzielić się z kimkolwiek danymi na temat klientów bez ich zgody.” oraz że „nie podjął jeszcze żadnej decyzji dotyczącej wprowadzenia jakichkolwiek rozwiązań w oparciu o koncepcję «BIG DATA»”.